# Біла (притока Штявниці)
Б'єла (словац. Biela) — річка в Словаччині, ліва притока Штявніци, протікає в окрузі Ліптовський Мікулаш.
Довжина приблизно 5.0-5.5 км. Витік знаходиться в масиві Низькі Татри (частина Дюмберські Татри) — схил гори Кральова-Голя — на висоті близько 1530 метрів. Протікає територією села Ліптовський Ян.
Впадає у Штявніцу на висоті приблизно 670-680 метрів.